# 布拉夫頓 (阿拉巴馬州)
布拉夫頓（英語：Bluffton）是一個位於美國阿拉巴馬州切羅基縣的非建制地區。該地的面積和人口皆未知。

## 地理
布拉夫頓的座標為34°00′25″N 85°26′24″W / 34.006944°N 85.440000°W，而該地最高點為海拔高度260米（即850英尺）。